# Belovita-(Ce)
La belovita-(Ce) és un mineral de la classe dels fosfats, que pertany al grup de la belovita. Va rebre el seu nom l'any 1954 per L. S. Borodin i M. E. Kazakova en honor de Nikolai Vasil'evich Belov (1891-1982), ex cap del departament de cristal·lografia i cristal·loquímica de la Universitat Estatal de Moscou, Rússia.

## Característiques
La belovita-(Ce) és un fosfat de fórmula química NaCeSr₃(PO₄)₃F. Cristal·litza en el sistema trigonal. La seva duresa a l'escala de Mohs és 5. És l'anàleg amb ceri de la belovita-(La), l'anàleg amb NaSr₃Ce de la fluorapatita, i l'anàleg amb estronci de la kuannersuïta-(Ce).
Segons la classificació de Nickel-Strunz la belovita-(Ce) pertany a «08.BN - Fosfats, etc. amb anions addicionals, sense H₂O, només amb cations de mida gran, (OH, etc.):RO₄ = 0,33:1» juntament amb els següents minerals: aradita, magganasita, fluorpiromorfita, fluorsigaiïta, fluoralforsita, alforsita, clorapatita, mimetita-M, johnbaumita-M, fluorapatita, hedifana, hidroxilapatita, johnbaumita, mimetita, morelandita, piromorfita, fluorstrofita, svabita, turneaureïta, vanadinita, belovita-(La), deloneïta, fluorcafita, kuannersuïta-(Ce), hidroxilapatita-M, fosfohedifana, hidroxilpiromorfita, estronadelfita, fluorfosfohedifana, carlgieseckeïta-(Nd), vanackerita, miyahisaïta, pieczkaïta, hidroxilhedifana, pliniusita, parafiniukita, arctita, krügerita i goryainovita.

## Formació i jaciments
Va ser descoberta l'any 1954 al mont Malyi Punkaruaiv, al massís de Lovozero, a l'óblast de Múrmansk (Districte Federal del Nord-oest, Rússia). També ha estat descrita a altres indrets de Rússia, a Sud-àfrica i als Estats Units.